# Amt Tautenburg
Das Amt Tautenburg war eine im Thüringer Kreis gelegene territoriale Verwaltungseinheit des 1806 in ein Königreich umgewandelten Kurfürstentums Sachsen. Es hat seinen Ursprung in der Herrschaft Tautenburg, die 1640 nach dem Aussterben der Schenken von Tautenburg als erledigtes Lehen an Kurfürst Johann Georg I. von Sachsen fiel und von diesem 1640 je zu einem Drittel als neuen Lehen an die von Werthern, von Döringk und von Taube ausgegeben wurde, denen er zuvor bereits die Anwartschaft darauf schriftlich versichert hatte. 1652 kaufte dann der sächsische Kurfürst die Herrschaft Tautenburg mit Frauenprießnitz und Niedertrebra von diesen zurück. Er bildete daraus das zum Kurfürstentum Sachsen gehörige Amt Tautenburg. Zwischen 1657 und 1718 war das Amt Tautenburg Teil des albertinischen Sekundogenitur-Fürstentums Sachsen-Zeitz.
Bis zur Abtretung an Preußen und an Sachsen-Weimar-Eisenach im Jahr 1815 bildete es als sächsisches Amt den räumlichen Bezugspunkt für die Einforderung landesherrlicher Abgaben und Frondienste, für Polizei, Rechtsprechung und Heeresfolge.

## Geographische Ausdehnung
Der Hauptteil des Amts Tautenburg lag auf der Saale-Elster-Sandsteinplatte zwischen der Saale im Westen und der Wethau im Osten. Beide Flüsse wurden jedoch nur von einem kleinen Teil des Amtsgebiets berührt. Der südlichste Ort Poxdorf liegt in einem Seitental der Gleise. Zum Amtsgebiet gehörte ein Teil des Tautenburger Walds. Der Hauptteil des Amts Tautenburg war nur im Osten über ein schmales Stück des Amts Weißenfels mit dem restlichen Kurfürstentum Sachsen verbunden. Es war ansonsten umgeben von Ämtern der Ernestinischen Herzogtümer. Zum Amtsgebiet gehörten fünf Exklaven mit insgesamt sieben Orten, die alle nördlich des Amts im Grenzgebiet des Kurfürstentums Sachsen mit den Ernestinischen Herzogtümern lagen. Die Exklavenorte Mollschütz, Droitzen, Görschen, Wettaburg und Wetterscheidt befinden sich rechts der Saale. Wettaburg und Wetterscheidt liegen an der Wethau. Großheringen, Pfuhlsborn und Niedertrebra befinden sich links der Saale im Tal der Ilm, sie gehören zur Ilm-Saale-Platte. Bei Großheringen mündet die Ilm in die Saale.
Das Amtsgebiet liegt heute zum größten Teil im Freistaat Thüringen und gehört zum Saale-Holzland-Kreis. Die ehemaligen Exklaven Großheringen, Pfuhlsborn und Niedertrebra sind Teil des thüringischen Landkreis Weimarer Land. Mollschütz, Droitzen, Görschen, Wetterscheidt und Wettaburg gehören zum Burgenlandkreis im Land Sachsen-Anhalt.

## Angrenzende Verwaltungseinheiten
Hauptteil des Amts Tautenburg
Seit der Mitte des 17. Jahrhunderts grenzte das Hauptgebiet des albertinischen Amts Tautenburg an folgende Verwaltungseinheiten:
- Norden: Amt Camburg (1572 zum Herzogtum Sachsen-Weimar, 1603 zum Herzogtum Sachsen-Altenburg, 1672–1680 und ab 1707 zum Herzogtum Sachsen-Gotha-Altenburg, 1680–1707 zum Herzogtum Sachsen-Eisenberg)
- Nordosten: Kreisamt Eisenberg (Nordteil) (1572 zum Herzogtum Sachsen-Weimar, 1603 zum Herzogtum Sachsen-Altenburg, 1672–1680 und ab 1707 zum Herzogtum Sachsen-Gotha-Altenburg, 1680–1707 zum Herzogtum Sachsen-Eisenberg)
- Osten: Amt Weißenfels (Kurfürstentum Sachsen, ab 1806 Königreich Sachsen)
- Südosten: Kreisamt Eisenberg (Südteil) (1572 zum Herzogtum Sachsen-Weimar, 1603 zum Herzogtum Sachsen-Altenburg, 1672–1680 und ab 1707 zum Herzogtum Sachsen-Gotha-Altenburg, 1680–1707 zum Herzogtum Sachsen-Eisenberg)
- Süden: Amt Bürgel (1572 zum Herzogtum Sachsen-Weimar, 1672 zum Herzogtum Sachsen-Jena, 1690 zu Sachsen-Weimar, ab 1741 zum Herzogtum Sachsen-Weimar-Eisenach)
- Westen: Amt Dornburg (1572 zum Herzogtum Sachsen-Weimar, 1603 zum Herzogtum Sachsen-Altenburg, 1672 zum Herzogtum Sachsen-Jena, 1690 zum Herzogtum Sachsen-Weimar, ab 1741 zum Herzogtum Sachsen-Weimar-Eisenach)

Nordwestliche Exklaven
Während die Exklave Droitzen/Görschen komplett im kursächsischen Amt Weißenfels lag, grenzte die Exklave Wetterscheidt/Wettaburg zusätzlich im Norden an eine Exklave des kursächsischen Amts Pforta und im Westen an den Nordteil des ernestinischen Kreisamts Eisenberg. 
Exklave Mollschütz
Mollschütz lag als Exklave inmitten des ernestinischen Amts Camburg.
Nordöstliche Exklaven
Die Exklave Großheringen grenzte im Norden an das kursächsische Amt Pforta, im Nordosten und Süden an Exklaven des kursächsischen Amts Naumburg, im Südosten an das ernestinische Amt Camburg und im Westen an das ernestinische Amt Roßla.
Die Exklave Pfuhlsborn/Niedertrebra grenzte im Norden an das ernestinische Amt Roßla, im Nordwesten an eine Exklave des kursächsischen Amts Pforta, im Osten an das ernestinische Amt Camburg und im Süden und Westen an das ernestinische Amt Dornburg. Nachdem Niedertrebra vom Amt Tautenburg getrennt wurde, kam es in der Folgezeit zum kursächsischen Amt Eckartsberga, wodurch die Exklave Pfuhlsborn seitdem im Norden an dieses Amt grenzte.

## Geschichte

### Herrschaft Tautenburg
Die erste urkundliche Erwähnung der Burg Tautenburg geht auf das Jahr 1223 zurück. Sie gehörte zu einer Kette von Reichsbesitz, der sich entlang der alten Heerstraße von Erfurt nach Altenburg befand. Befestigte Anlagen, wie Kapellendorf, Lehesten, Hainichen, Dornburg, Tautenburg, Schkölen usw. lagen an dieser Straße. Der Name Tautenburg geht vermutlich auf den Erbauer/Vorbesitzer der Burg, Tuto von Hausen, zurück (Hausen, Burgruine zwischen Tautenburg und Bürgel), der sich auch Tuto von Tutinburg nannte. Dieser Tuto ist wahrscheinlich ein Lehnsmann der Herren von Lobdeburg gewesen, die die Herrschaft Tautenburg ursprünglich vom Reich zu Lehen hatten.
Vor 1232 gelangte die Burg Tautenburg in den Besitz der Schenken von Vargula. Die sich hier niedergelassene Nebenlinie der Schenken bezeichnete sich nach der Tautenburg als „Schenken von Tautenburg“. Die Burg und den angrenzenden Tautenburger Wald besaßen die Schenken zunächst von den Herren von Lobdeburg-Saalburg als Aftervasallen des Reiches zu Lehen. Nachdem Hartmann IV. von Lobdeburg-Saalburg ohne männlichen Erben gestorben war, erhielten die Schenken von Tautenburg im Jahr 1243 von Kaiser Friedrich II. das Reichslehen der Herrschaft Tautenburg zwischen Saale und Wethau übertragen.
Im 13. Jahrhundert erwarben die Schenken von Vargula auch die benachbarte Herrschaft Dornburg als Reichslehen, dieser Seitenzweig der Familie nannte sich nun „Schenken von Dornburg“. Als 1342 infolge des Thüringer Grafenkriegs (1342–46) der Dornburger Anteil der Besitzungen der Schenken von Vargula durch Kauf an die Grafen von Schwarzburg überging, wurden von den beteiligten Amtmännern unzureichende Dokumente über die Teilung des Tautenburger Walds ausgefertigt, die noch im 18. Jahrhundert „Irrungen und Wirrungen“ zur Folge hatten. In der Fortsetzung der territorialen Entwicklung blieb das Waldgebiet zwischen Tautenburg und Dorndorf einem fortwährenden Prozess von Verkäufen und Vererbungen unterworfen.
Während die Schenken von Dornburg ab 1343 unter die Lehnsherrschaft der Wettiner gerieten und ihre Herrschaft ab 1358 als wettinisches Amt Dornburg verwaltet wurde, mussten die Schenken von Tautenburg 1345 ebenfalls die Lehnherrschaft der Wettiner anerkennen, sie bewahrten sich jedoch ihre Reichsstandschaft bis ins 16. Jahrhundert. Im 14. Jahrhundert kam die Herrschaft Niedertrebra von der Familie von Trebra an die Schenken von Tautenburg. Ab 1427 war auch die benachbarte Herrschaft Frauenprießnitz im Besitz der Schenken von Tautenburg. Schenk Rudolf der Ältere erhielt um 1440 den Ort Frauenprießnitz als Lehngut.
Bei der Leipziger Teilung der wettinischen Besitzungen im Jahr 1485 gelangte die Lehnsherrschaft über die Herrschaften Tautenburg, Frauenprießnitz und Niedertrebra an die albertinische Linie der Wettiner, bei der sie auch nach der Wittenberger Kapitulation im Jahr 1547 blieb. Unter Schenk Burkhard erlangte Frauenprießnitz die größte Bedeutung während der Herrschaftsperiode der Schenken von Tautenburg. Er veranlasste den Bau des Schlosses Frauenprießnitz (1605–1608). Im Jahr 1620 belehnte Kurfürst Johann Georg I. Christian Schenk von Tautenburg mit Gütern in Görschen und Droitzen im Amt Weißenfels. Nachdem im Dreißigjährigen Krieg das Schloss Frauenprießnitz 1638 eingeäschert wurde, siedelte Schenk Christian nach Tautenburg über.

### Amt Tautenburg
Mit dem Tod von Christian Schenk von Tautenburg starb im Jahr 1640 das Geschlecht der Schenken von Tautenburg aus. Das albertinische Kurfürstentum Sachsen nahm dadurch die heimgefallenen Lehen der Herrschaft Tautenburg in Besitz. Der Kurfürst ließ das Schloss Frauenprießnitz 1640 wieder aufbauen und richtete ein kurfürstliches Kammergut ein. Burg und Ort Tautenburg entwickelten sich zum Zentrum eines großen Wirtschaftsgebietes (1703: 17 Dörfer mit 389 Höfen, 3 Wüstungen und 6 Freigütern), welches aus einem größeren zusammen hängenden Gebiet und fünf Exklaven bestand. Die Herrschaften Tautenburg, Frauenprießnitz und Niedertrebra wurden vom Kurfürsten zunächst an die von Werthern, von Döring und von Taube verlehnt. 1652 wurde aus den heimgefallenen Tautenburger Lehen das kurfürstliche "Amt Tautenburg" gebildet. 
Als das Amt Tautenburg mit Frauenprießnitz und Niedertrebra im Jahre 1657 dem albertinischen Sekundogenitur-Fürstentum Sachsen-Zeitz zugeschlagen wurde, entschädigte man die adligen Lehensnehmer anderweitig. Herzog Moritz von Sachsen-Zeitz verkaufte Niedertrebra 1677 an einen Freiherren von Erffa, wodurch der Ort eine andere Geschichte als das Amt Tautenburg nahm. Der Ort gehörte um 1790 als Exklave zum kursächsischen Amt Eckartsberga.
Nach dem Aussterben der Linie Sachsen-Zeitz im Jahr 1718 fiel das Amt Tautenburg an das Kurfürstentum Sachsen zurück. Es zählte zum Thüringischen Kreis des Kurfürstentums. Die Burg Tautenburg wurde bis 1776 als kurfürstlicher Amtssitz genutzt. In diesem Jahr verlegte man das Justizamt von Tautenburg nach Frauenprießnitz. Das Rentamt wurde im Schloss Frauenprießnitz untergebracht. 1780 wurde für den Bau des neuen Justiz- und Rentamtes in Frauenprießnitz die Burg Tautenburg abgerissen und das Baumaterial dort verwendet. Mit der Ernennung des Kurfürstentums Sachsen zum Königreich gehörte das Amt Tautenburg ab 1806 zum Königreich Sachsen.

### Auflösung des Amts Tautenburg
Auf dem Wiener Kongress wurden im Jahr 1815 Gebietsabtretungen des Königreichs Sachsen an das Königreich Preußen beschlossen, was u. a. den gesamten Thüringer Kreis mit seinen Ämtern betraf. In der Schlussakte des Kongresses und in dem Vertrag vom 1. Juni 1815 wurde festgelegt, dass Preußen innerhalb von 14 Tagen nach Unterzeichnung des Vertrags u. a. das Amt Tautenburg ohne die Exklaven Droitzen, Görschen, Wetterscheidt, Wettaburg und Mollschütz an das Großherzogtum Sachsen-Weimar-Eisenach abzutreten habe.
Die fünf bei Preußen verbliebenen Orte wurden dem neu gegründeten Landkreis Naumburg in der Provinz Sachsen angegliedert. Dabei bildete Mollschütz eine preußische Exklave im ernestinischen Amt Camburg.
Das Großherzogtum Sachsen-Weimar-Eisenach gliederte den Hauptteil des aufgelösten Amts Tautenburg im Jahr 1822 dem Amt Bürgel an, welches seitdem "Amt Bürgel mit Tautenburg" hieß. Steudnitz und die ehemaligen Exklaven Großheringen und Pfuhlsborn kamen an das Amt Dornburg.

## Zugehörige Orte
Dörfer
| - Tautenburg - Frauenprießnitz - Dothen - Grabsdorf - Mertendorf (bei Eisenberg) | - Poppendorf - Poxdorf - Rockau - Steudnitz - Wetzdorf |

Die Orte kamen nach 1815 bis auf Steudnitz zum großherzoglichen Amt Bürgel mit Tautenburg. Steudnitz wurde dem großherzoglichen Amt Dornburg angegliedert. 
Dörfer (Exklaven)
| - Droitzen - Görschen - Großheringen - Mollschütz | - Pfuhlsborn - Wetterscheidt - Wettaburg - Niedertrebra (bis 1677) |

Großheringen und Pfuhlsborn wurden nach 1815 dem großherzoglichen Amt Dornburg angegliedert. Droitzen, Görschen, Wetterscheidt, Wettaburg und die Exklave Mollschütz kamen an den preußischen Landkreis Naumburg der Provinz Sachsen.
Burgen und Schlösser
- Burg Tautenburg
- Schloss Frauenprießnitz

Wüstungen
- Hausen (bei Poxdorf)
- Reißen (bei Pfuhlsborn)
- Schellendorf (bei Poppendorf)